# Сен-Венсан (Атлантические Пиренеи)
Сен-Венса́н (фр. Saint-Vincent) — коммуна во Франции, находится в регионе Аквитания. Департамент — Атлантические Пиренеи. Входит в состав кантона Валле-де-л’Ус и дю Лагуэн. Округ коммуны — По.
Код INSEE коммуны — 64498.

## География

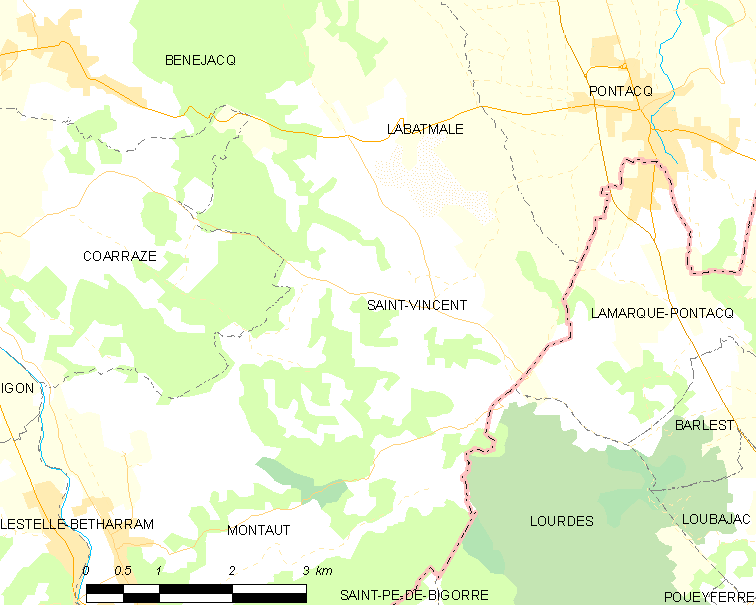
Карта коммуны

Коммуна расположена приблизительно в 670 км к югу от Парижа, в 190 км южнее Бордо, в 24 км к юго-востоку от По.

### Климат
Климат тёплый океанический. Зима мягкая, средняя температура января — от +5°С до +13°С, температуры ниже −10 °C бывают редко. Снег выпадает около 15 дней в году с ноября по апрель. Максимальная температура летом порядка 20-30 °C, выше 35 °C бывает очень редко. Количество осадков высокое, порядка 1100 мм в год. Характерна безветренная погода, сильные ветры очень редки.

## Население
| Год  | Численность | Численность |
| ---- | ----------- | ----------- |
| 2013 | 377         |             |
| 2015 | 397         | [ 8 ]       |
| 2016 | 408         | [ 9 ]       |
| 2017 | 398         | [ 10 ]      |
| 2018 | 397         | [ 11 ]      |
| 2019 | 395         | [ 12 ]      |
| 2020 | 393         | [ 13 ]      |
| 2021 | 391         | [ 14 ]      |
| 2022 | 395         | [ 4 ]       |

## Администрация
| Период | Период | Фамилия     | Партия | Примечания |
| ------ | ------ | ----------- | ------ | ---------- |
| 1995   | 2008   | Элуа Гарро  |        |            |
| 2008   | 2020   | Роже Дуссин |        |            |

## Экономика
В 2010 году среди 241 человека трудоспособного возраста (15-64 лет) 181 были экономически активными, 60 — неактивными (показатель активности — 75,1 %, в 1999 году было 75,0 %). Из 181 активных жителей работали 174 человека (88 мужчин и 86 женщин), безработных было 7 (3 мужчин и 4 женщины). Среди 60 неактивных 36 человек были учениками или студентами, 17 — пенсионерами, 7 были неактивными по другим причинам.

## Достопримечательности

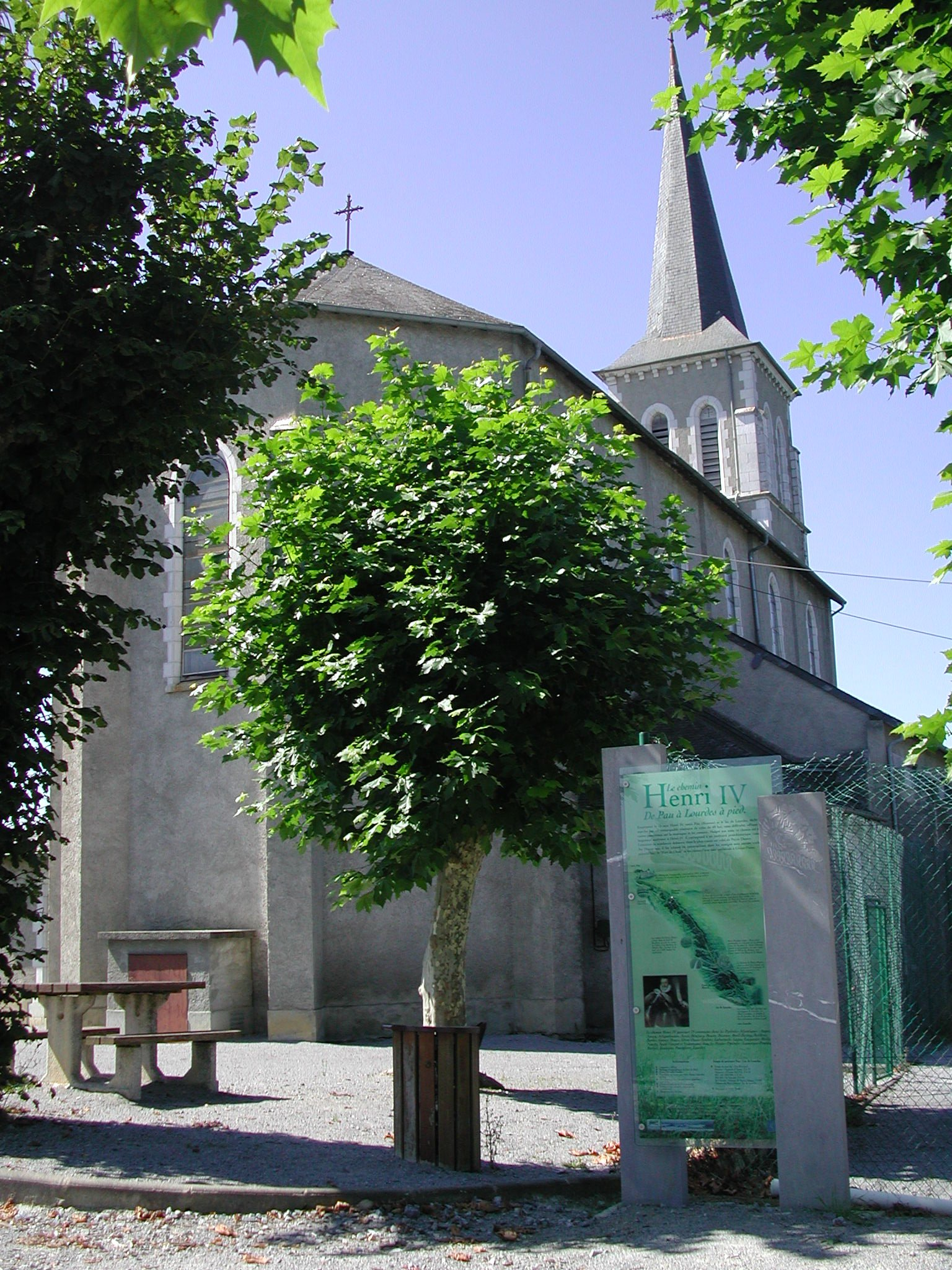
Церковь Св. Викентия

- Церковь Св. Викентия (1877 год)[16]